# Anasimyia contracta
Anasimyia contracta là một loài ruồi trong họ Ruồi giả ong (Syrphidae). Loài này được Claussen & Torp mô tả khoa học đầu tiên năm 1980. Anasimyia contracta phân bố ở vùng Cổ Bắc giới (Đan Mạch)